# Pure McCartney
Pure McCartney é uma coletânea musical do cantor britânico Paul McCartney, lançada em 10 de junho de 2016. A obra abriga canções do músico lançadas entre 1970 e 2015, na intenção de ser uma retrospectiva de sua carreira musical.
A versão standart da obra reuniu, em formato duplo, 39 músicas. A deluxe, por sua vez, somou 67 canções em quatro álbuns. A seleção deu prioridade a discos aclamados de Paul, como Ram (1971), Band on the Run (1973), Flaming Pie (1997) e Chaos and Creation in the Backyard (2005). Dois discos inéditos do cantor não foram selecionados: Flowers in the Dirt (1989) e Driving Rain (2001).

## Faixas
| Pure McCartney – Standard edition (Disco 1) |                                       |                                 |                                    |         |  |
| N.º                                         | Título                                | Compositor(es)                  | Álbum                              | Duração |  |
| 1.                                          | "Maybe I'm Amazed"                    | Paul McCartney                  | McCartney                          | 3:51    |  |
| 2.                                          | "Heart of the Country"                | Paul McCartney, Linda McCartney | Ram                                | 2:24    |  |
| 3.                                          | "Jet"                                 | Paul McCartney, Linda McCartney | Band on the Run                    | 4:09    |  |
| 4.                                          | "Warm and Beautiful"                  | Paul McCartney, Linda McCartney | Wings at the Speed of Sound        | 3:14    |  |
| 5.                                          | "Listen to What the Man Said"         | Paul McCartney, Linda McCartney | Venus and Mars                     | 4:03    |  |
| 6.                                          | "Dear Boy"                            | Paul McCartney, Linda McCartney | Ram                                | 2:15    |  |
| 7.                                          | "Silly Love Songs"                    | Paul McCartney, Linda McCartney | Wings at the Speed of Sound        | 5:55    |  |
| 8.                                          | "The Song We Were Singing"            | Paul McCartney                  | Flaming Pie                        | 3:55    |  |
| 9.                                          | "Uncle Albert/Admiral Halsey"         | Paul McCartney, Linda McCartney | Ram                                | 4:56    |  |
| 10.                                         | "Another Day"                         | Paul McCartney, Linda McCartney | Single                             | 3:43    |  |
| 11.                                         | "Sing the Changes"                    | Paul McCartney                  | Electric Arguments                 | 3:45    |  |
| 12.                                         | "Jenny Wren"                          | Paul McCartney                  | Chaos and Creation in the Backyard | 3:48    |  |
| 13.                                         | "Save Us"                             | Paul McCartney                  | New                                | 2:40    |  |
| 14.                                         | "Mrs. Vanderbilt"                     | Paul McCartney, Linda McCartney | Band on the Run                    | 4:40    |  |
| 15.                                         | "Mull of Kintyre"                     | Paul McCartney, Denny Laine     | Single                             | 4:45    |  |
| 16.                                         | "Let 'Em In"                          | Paul McCartney, Linda McCartney | Wings at the Speed of Sound        | 5:11    |  |
| 17.                                         | "Let Me Roll It"                      | Paul McCartney, Linda McCartney | Band on the Run                    | 4:50    |  |
| 18.                                         | "Nineteen Hundred and Eighty-Five"    | Paul McCartney, Linda McCartney | Band on the Run                    | 5:31    |  |
| 19.                                         | "Ebony and Ivory" (com Stevie Wonder) | Paul McCartney                  | Tug of War                         | 3:46    |  |
| Duração total:                              | Duração total:                        | Duração total:                  | Duração total:                     | 77:21   |  |

| Pure McCartney – Standard edition (Disco 2) |                                                  |                                 |                                    |         |  |
| N.º                                         | Título                                           | Compositor(es)                  | Álbum                              | Duração |  |
| 1.                                          | "Band on the Run"                                | Paul McCartney, Linda McCartney | Band on the Run                    | 5:14    |  |
| 2.                                          | "Arrow Through Me"                               | Paul McCartney                  | Back to the Egg                    | 3:38    |  |
| 3.                                          | "My Love"                                        | Paul McCartney, Linda McCartney | Red Rose Speedway                  | 4:10    |  |
| 4.                                          | "Live and Let Die"                               | Paul McCartney, Linda McCartney | Live and Let Die                   | 3:13    |  |
| 5.                                          | "Too Much Rain"                                  | Paul McCartney                  | Chaos and Creation in the Backyard | 3:26    |  |
| 6.                                          | "Goodnight Tonight"                              | Paul McCartney                  | Single                             | 4:22    |  |
| 7.                                          | "Say Say Say" (com Michael Jackson) (2015 Remix) | Paul McCartney, Michael Jackson | Pipes of Peace (deluxe)            | 3:40    |  |
| 8.                                          | "My Valentine"                                   | Paul McCartney                  | Kisses on the Bottom               | 3:16    |  |
| 9.                                          | "The World Tonight"                              | Paul McCartney                  | Flaming Pie                        | 4:06    |  |
| 10.                                         | "Pipes of Peace"                                 | Paul McCartney                  | Pipes of Peace                     | 3:57    |  |
| 11.                                         | "Dance Tonight"                                  | Paul McCartney                  | Memory Almost Full                 | 2:56    |  |
| 12.                                         | "Here Today"                                     | Paul McCartney                  | Tug of War                         | 2:29    |  |
| 13.                                         | "Wanderlust"                                     | Paul McCartney                  | Tug of War                         | 3:51    |  |
| 14.                                         | "Great Day"                                      | Paul McCartney                  | Flaming Pie                        | 2:09    |  |
| 15.                                         | "Coming Up"                                      | Paul McCartney                  | McCartney II                       | 3:52    |  |
| 16.                                         | "No More Lonely Nights"                          | Paul McCartney                  | Give My Regards to Broad Street    | 4:43    |  |
| 17.                                         | "Only Mama Knows"                                | Paul McCartney                  | Memory Almost Full                 | 4:49    |  |
| 18.                                         | "With a Little Luck"                             | Paul McCartney                  | London Town                        | 3:13    |  |
| 19.                                         | "Hope for the Future"                            | Paul McCartney                  | Destiny Original Soundtrack        | 4:09    |  |
| 20.                                         | "Junk"                                           | Paul McCartney                  | McCartney                          | 1:57    |  |
| Duração total:                              | Duração total:                                   | Duração total:                  | Duração total:                     | 72:40   |  |

| Pure McCartney – Deluxe edition (Disco 1) |                               |                                 |                                    |         |  |
| N.º                                       | Título                        | Compositor(es)                  | Álbum                              | Duração |  |
| 1.                                        | "Maybe I'm Amazed"            | Paul McCartney                  | McCartney                          |         |  |
| 2.                                        | "Heart of the Country"        | Paul McCartney, Linda McCartney | Ram                                |         |  |
| 3.                                        | "Jet"                         | Paul McCartney, Linda McCartney | Band on the Run                    |         |  |
| 4.                                        | "Warm and Beautiful"          | Paul McCartney, Linda McCartney | Wings at the Speed of Sound        |         |  |
| 5.                                        | "Listen to What the Man Said" | Paul McCartney, Linda McCartney | Venus and Mars                     |         |  |
| 6.                                        | "Dear Boy"                    | Paul McCartney, Linda McCartney | Ram                                |         |  |
| 7.                                        | "Silly Love Songs"            | Paul McCartney, Linda McCartney | Wings at the Speed of Sound        |         |  |
| 8.                                        | "The canção We Were Singing"  | Paul McCartney                  | Flaming Pie                        |         |  |
| 9.                                        | "Uncle Albert/Admiral Halsey" | Paul McCartney, Linda McCartney | Ram                                |         |  |
| 10.                                       | "Early Days"                  | Paul McCartney                  | New                                |         |  |
| 11.                                       | "Big Barn Bed"                | Paul McCartney                  | Red Rose Speedway                  |         |  |
| 12.                                       | "Another Day"                 | Paul McCartney, Linda McCartney | Single                             |         |  |
| 13.                                       | "Flaming Pie"                 | Paul McCartney                  | Flaming Pie                        |         |  |
| 14.                                       | "Jenny Wren"                  | Paul McCartney                  | Chaos and Creation in the Backyard |         |  |
| 15.                                       | "Too Many People"             | Paul McCartney                  | Ram                                |         |  |
| 16.                                       | "Let Me Roll It"              | Paul McCartney, Linda McCartney | Band on the Run                    |         |  |
| 17.                                       | "New"                         | Paul McCartney                  | New                                |         |  |

| Pure McCartney – Deluxe edition (Disco 2) |                                    |                                 |                                    |         |  |
| N.º                                       | Título                             | Compositor(es)                  | Álbum                              | Duração |  |
| 1.                                        | "Live and Let Die"                 | Paul McCartney, Linda McCartney | Live and Let Die                   |         |  |
| 2.                                        | "English Tea"                      | Paul McCartney                  | Chaos and Creation in the Backyard |         |  |
| 3.                                        | "Mull of Kintyre"                  | Paul McCartney, Denny Laine     | Single                             |         |  |
| 4.                                        | "Save Us"                          | Paul McCartney                  | New                                |         |  |
| 5.                                        | "My Love"                          | Paul McCartney, Linda McCartney | Red Rose Speedway                  |         |  |
| 6.                                        | "Bip Bop"                          | Paul McCartney, Linda McCartney | Wild Life                          |         |  |
| 7.                                        | "Let 'Em In"                       | Paul McCartney, Linda McCartney | Wings at the Speed of Sound        |         |  |
| 8.                                        | "Nineteen Hundred and Eighty-Five" | Paul McCartney, Linda McCartney | Band on the Run                    |         |  |
| 9.                                        | "Calico Skies"                     | Paul McCartney                  | Flaming Pie                        |         |  |
| 10.                                       | "Hi, Hi, Hi"                       | Paul McCartney, Linda McCartney | Single                             |         |  |
| 11.                                       | "Waterfalls"                       | Paul McCartney                  | McCartney II                       |         |  |
| 12.                                       | "Band on the Run"                  | Paul McCartney, Linda McCartney | Band on the Run                    |         |  |
| 13.                                       | "Appreciate"                       | Paul McCartney                  | New                                |         |  |
| 14.                                       | "Sing the Changes"                 | Paul McCartney                  | Electric Arguments                 |         |  |
| 15.                                       | "Arrow Through Me"                 | Paul McCartney                  | Back to the Egg                    |         |  |
| 16.                                       | "Every Night"                      | Paul McCartney                  | McCartney                          |         |  |
| 17.                                       | "Junior's Farm"                    | Paul McCartney, Linda McCartney | Single                             |         |  |
| 18.                                       | "Mrs. Vandebilt"                   | Paul McCartney, Linda McCartney | Band on the Run                    |         |  |

| Pure McCartney – Deluxe edition (Disco 3) |                                                   |                                 |                                    |         |  |
| N.º                                       | Título                                            | Compositor(es)                  | Álbum                              | Duração |  |
| 1.                                        | "Say Say Say" (com Michael Jackson) (2015 Remix)) | Paul McCartney, Michael Jackson | Pipes of Peace                     |         |  |
| 2.                                        | "My Valentine"                                    | Paul McCartney                  | Kisses on the Bottom               |         |  |
| 3.                                        | "Pipes of Peace"                                  | Paul McCartney                  | Pipes of Peace                     |         |  |
| 4.                                        | "The World Tonight"                               | Paul McCartney                  | Flaming Pie                        |         |  |
| 5.                                        | "Souvenir"                                        | Paul McCartney                  | Flaming Pie                        |         |  |
| 6.                                        | "Dance Tonight"                                   | Paul McCartney                  | Memory Almost Full                 |         |  |
| 7.                                        | "Ebony and Ivory" (with Stevie Wonder)            | Paul McCartney                  | Tug of War                         |         |  |
| 8.                                        | "Fine Line"                                       | Paul McCartney                  | Chaos and Creation in the Backyard |         |  |
| 9.                                        | "Here Today"                                      | Paul McCartney                  | Tug of War                         |         |  |
| 10.                                       | "Press"                                           | Paul McCartney                  | Press to Play                      |         |  |
| 11.                                       | "Wanderlust"                                      | Paul McCartney                  | Tug of War                         |         |  |
| 12.                                       | "Winedark Open Sea"                               | Paul McCartney                  | Off the Ground                     |         |  |
| 13.                                       | "Beautiful Night"                                 | Paul McCartney                  | Flaming Pie                        |         |  |
| 14.                                       | "Girlfriend"                                      | Paul McCartney                  | London Town                        |         |  |
| 15.                                       | "Queenie Eye"                                     | Paul McCartney, Paul Epworth    | New                                |         |  |
| 16.                                       | "We All Stand Together"                           | Paul McCartney                  | Single                             |         |  |

| Pure McCartney – Deluxe edition (Disco 4) |                                    |                                 |                                    |         |  |
| N.º                                       | Título                             | Compositor(es)                  | Álbum                              | Duração |  |
| 1.                                        | "Coming Up"                        | Paul McCartney                  | McCartney II                       |         |  |
| 2.                                        | "Too Much Rain"                    | Paul McCartney                  | Chaos and Creation in the Backyard |         |  |
| 3.                                        | "Good Times Coming / Feel the Sun" | Paul McCartney                  | Press to Play                      |         |  |
| 4.                                        | "Goodnight Tonight"                | Paul McCartney                  | Single                             |         |  |
| 5.                                        | "Baby's Request"                   | Paul McCartney                  | Back to the Egg                    |         |  |
| 6.                                        | "With a Little Luck"               | Paul McCartney                  | London Town                        |         |  |
| 7.                                        | "Little Willow"                    | Paul McCartney                  | Flaming Pie                        |         |  |
| 8.                                        | "Only Mama Knows"                  | Paul McCartney                  | Memory Almost Full                 |         |  |
| 9.                                        | "Don't Let It Bring You Down"      | Paul McCartney, Denny Laine     | London Town                        |         |  |
| 10.                                       | "The Back Seat of My Car"          | Paul McCartney                  | Ram                                |         |  |
| 11.                                       | "No More Lonely Nights"            | Paul McCartney                  | Give My Regards to Broad Street    |         |  |
| 12.                                       | "Great Day"                        | Paul McCartney                  | Flaming Pie                        |         |  |
| 13.                                       | "Venus and Mars/Rock Show"         | Paul McCartney, Linda McCartney | Venus and Mars                     |         |  |
| 14.                                       | "Temporary Secretary"              | Paul McCartney                  | McCartney II                       |         |  |
| 15.                                       | "Hope for the Future"              | Paul McCartney                  | Destiny Original Soundtrack        |         |  |
| 16.                                       | "Junk"                             | Paul McCartney                  | McCartney                          |         |  |